# Liste der Küchenkräuter und Gewürzpflanzen

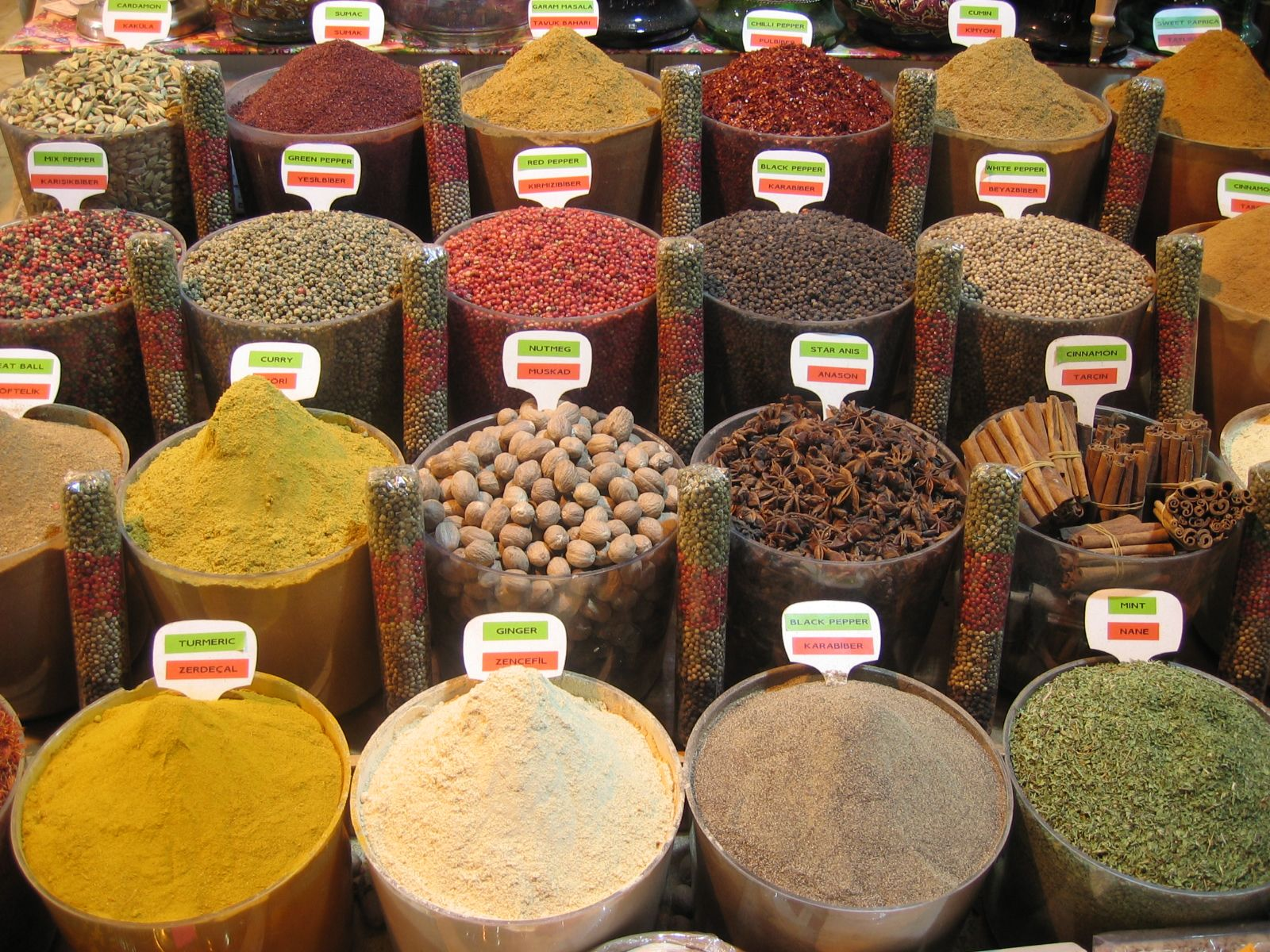
Markt in Istanbul

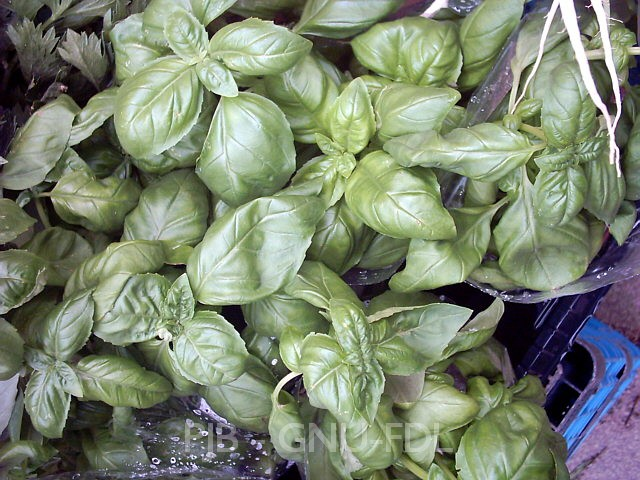
Basilikum

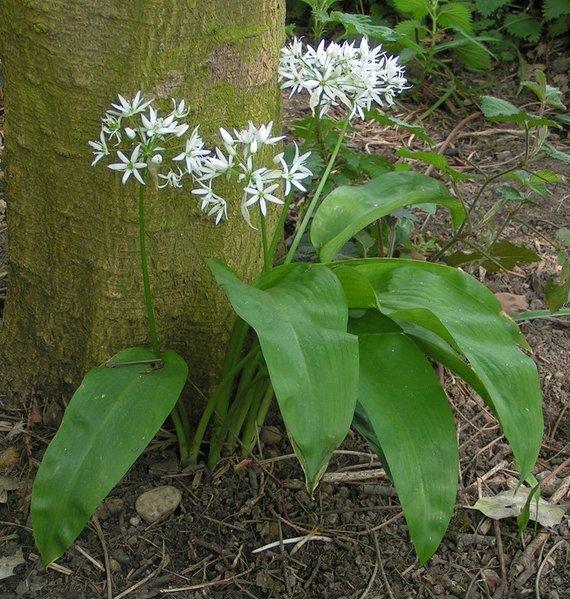
Bärlauch

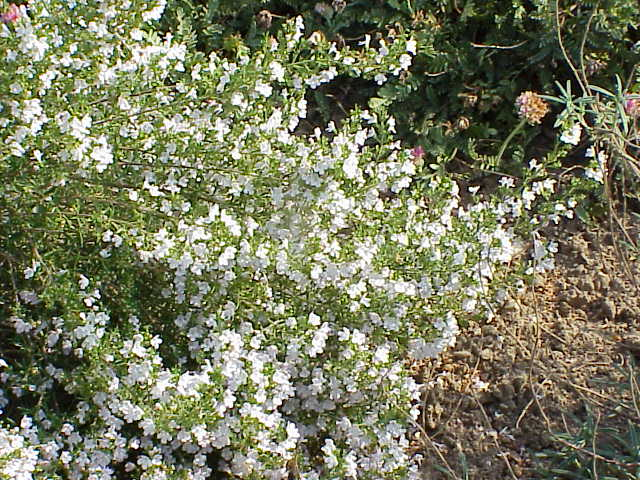
Bohnenkraut

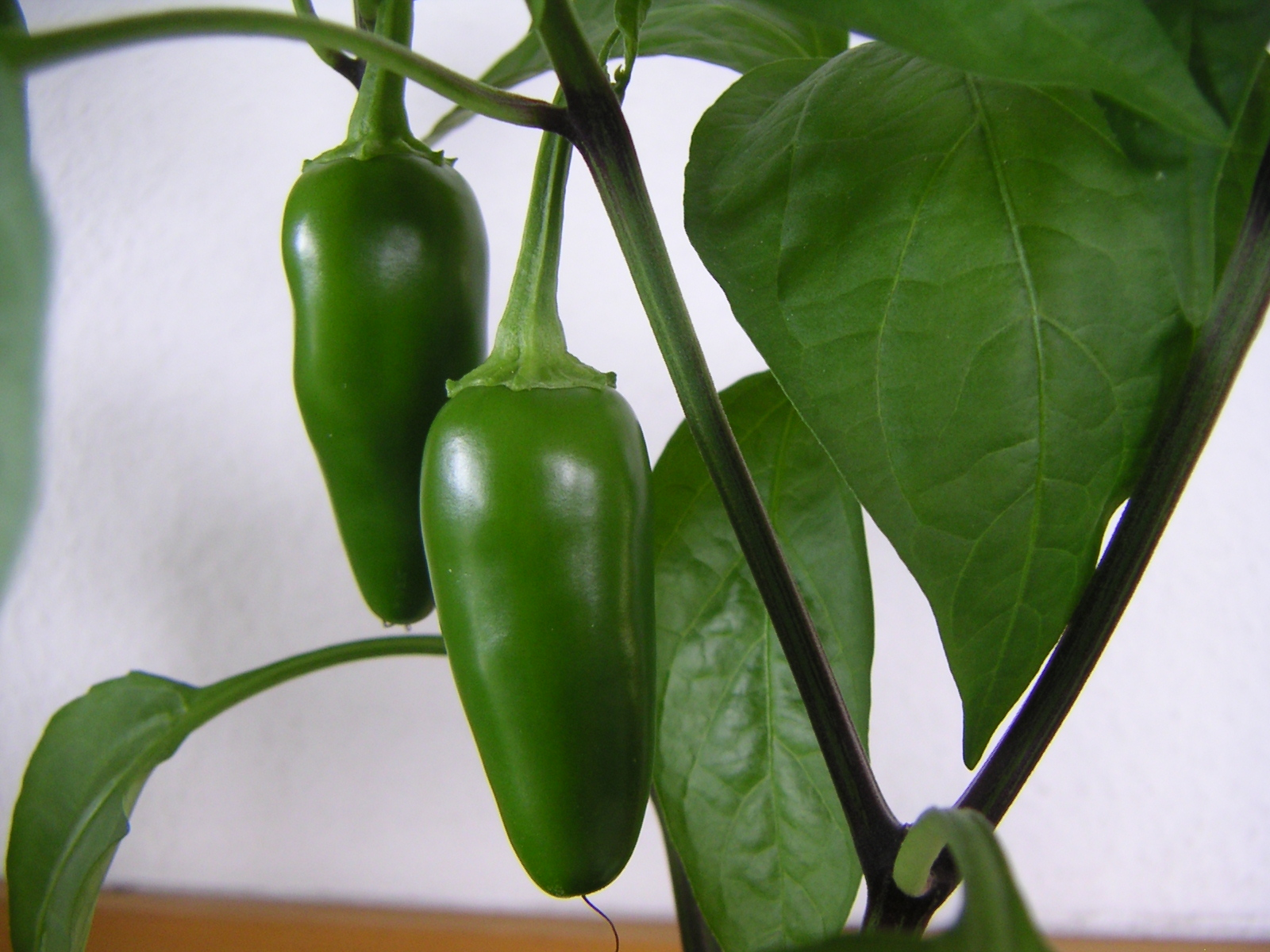
Jalapeño

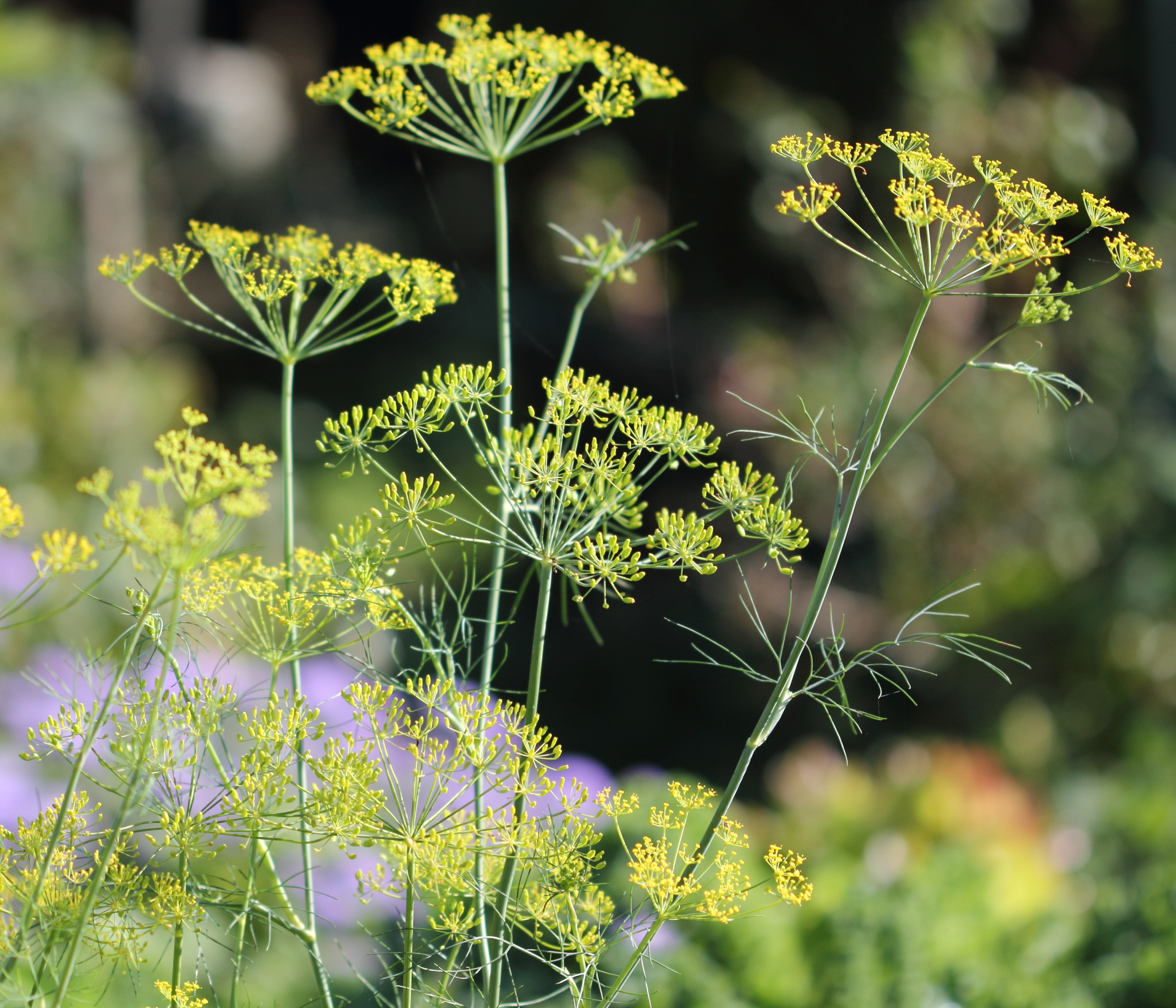
Dill

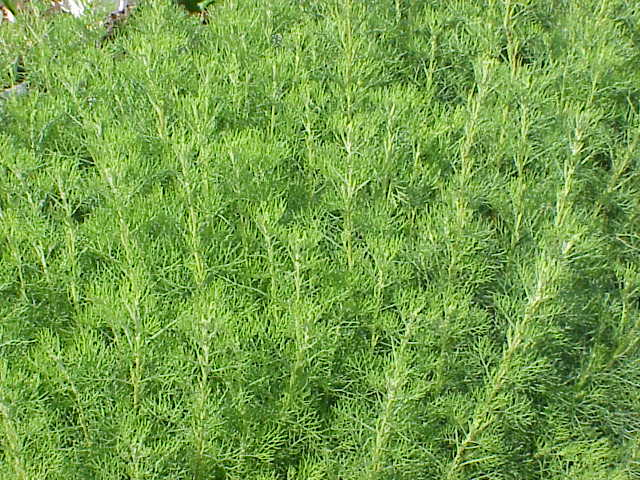
Eberraute

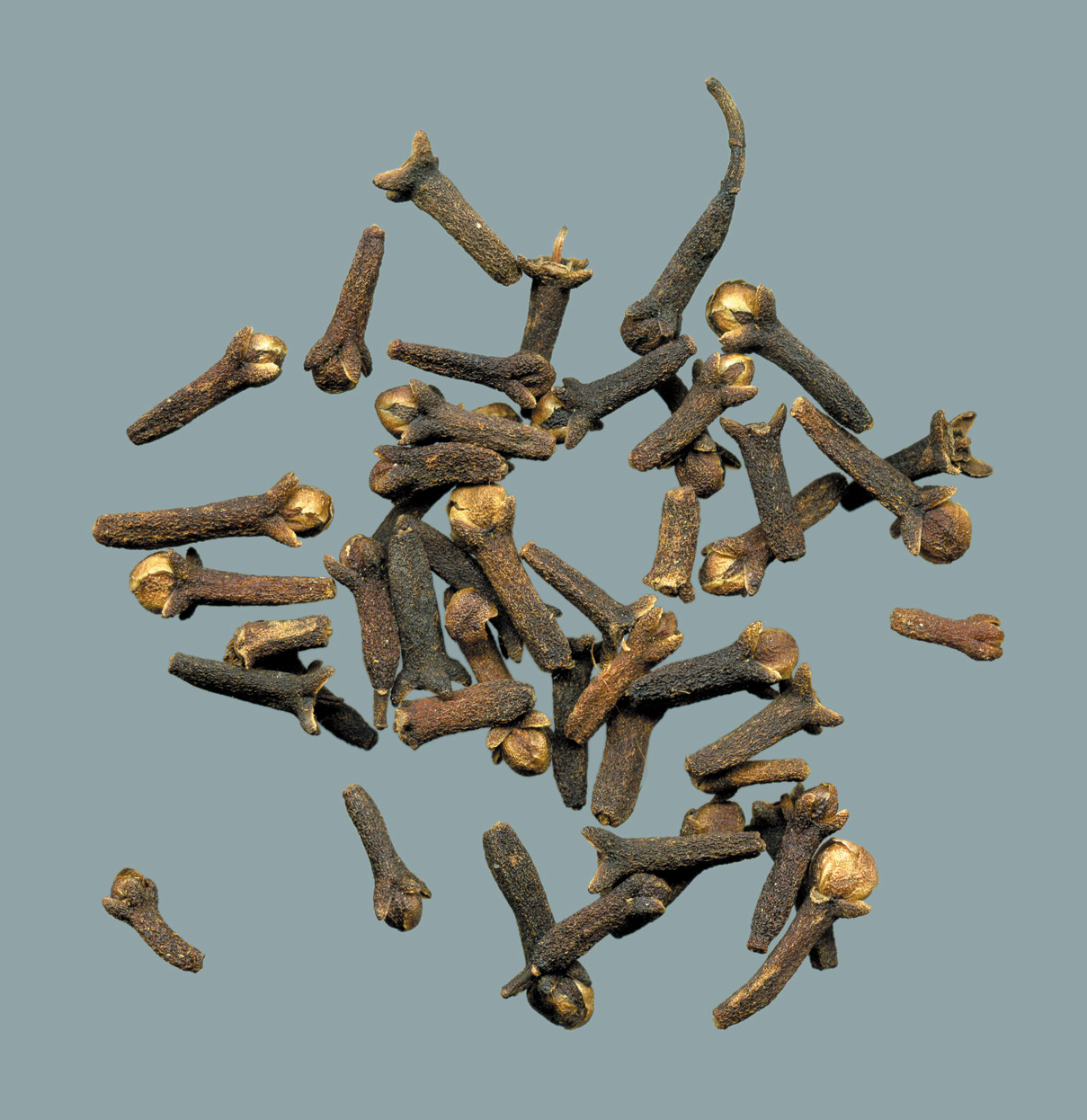
Gewürznelke

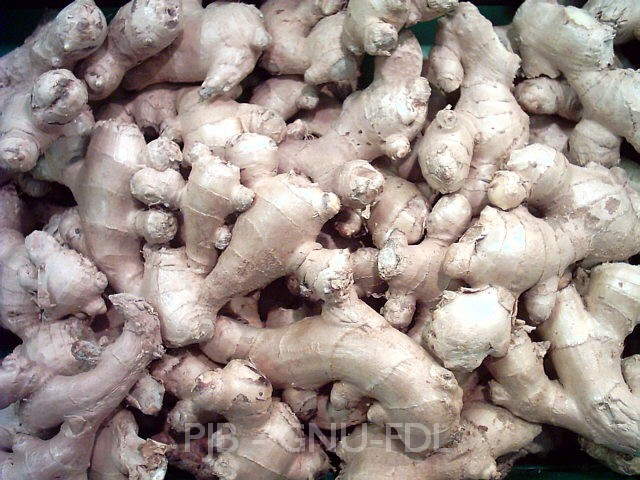
Ingwer

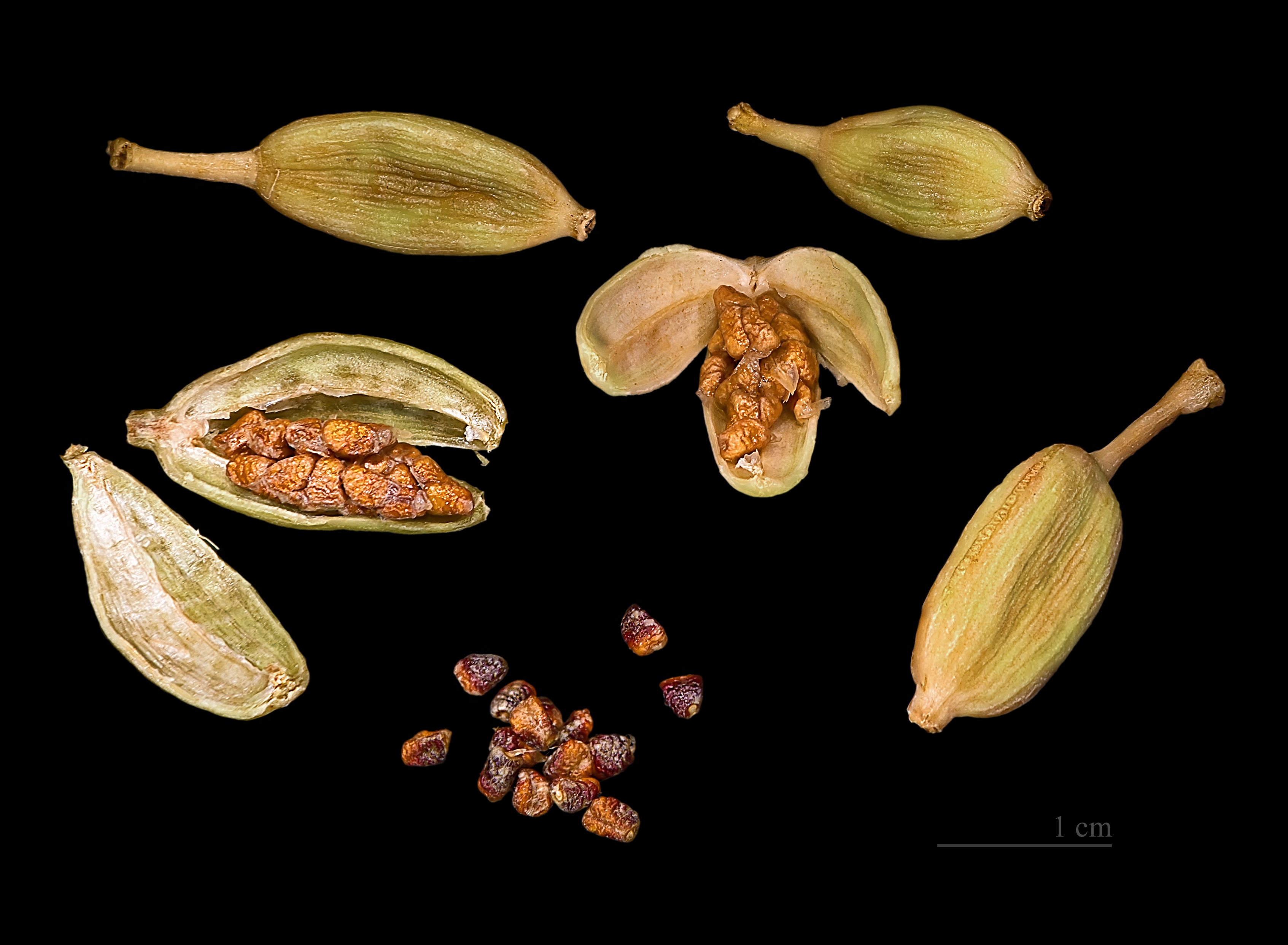
Grüner Kardamom

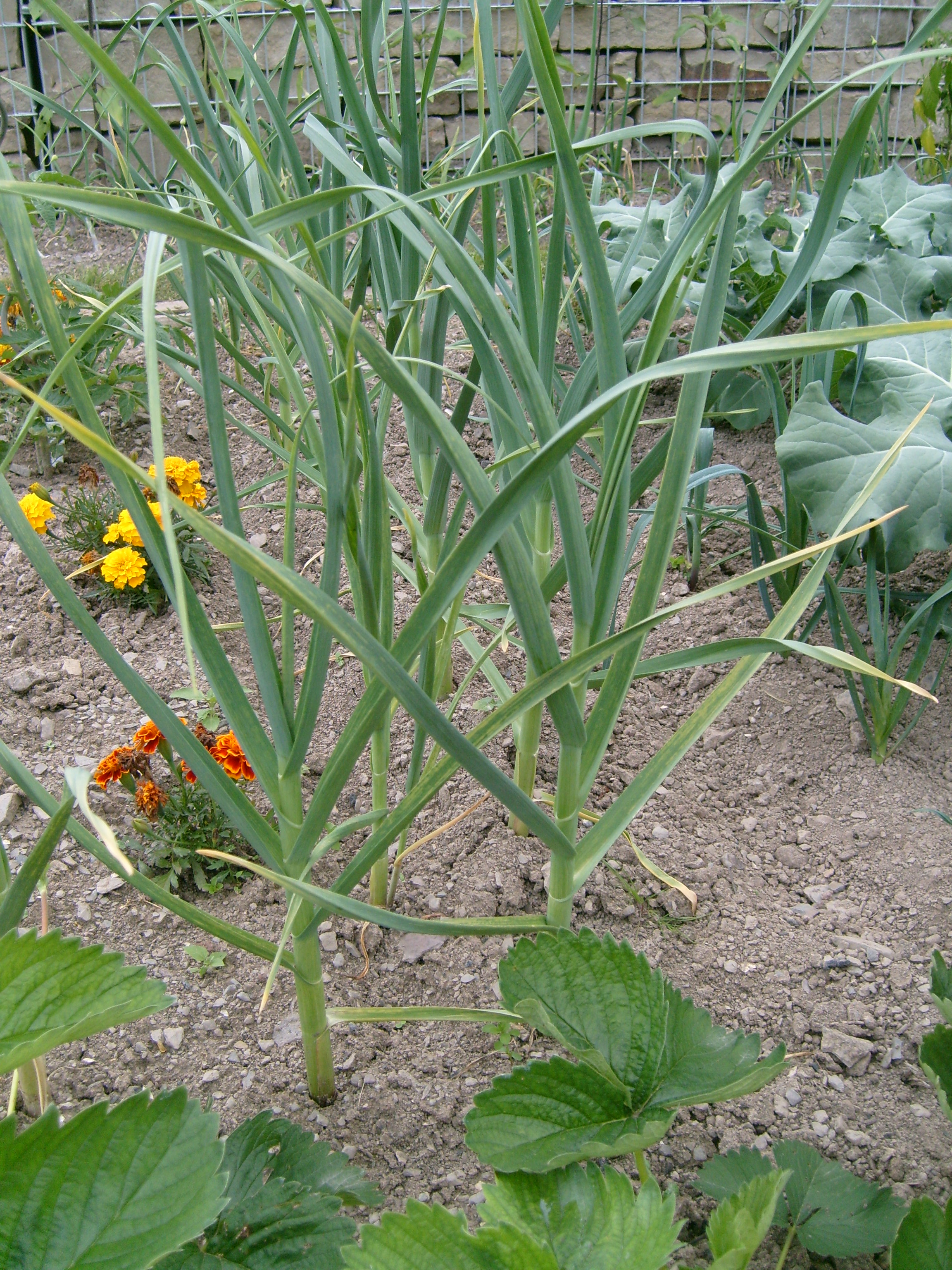
Knoblauch

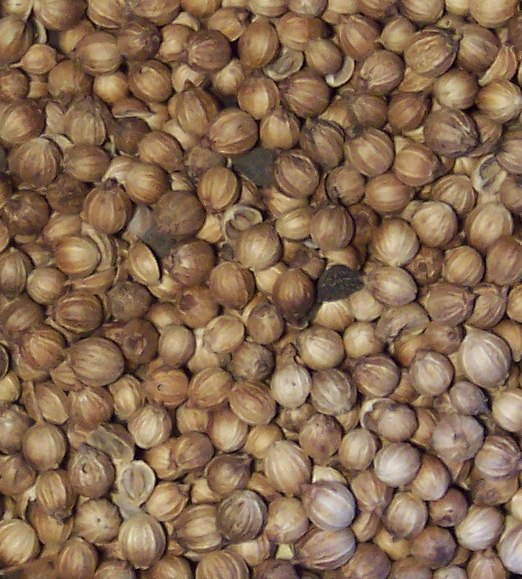
Koriander

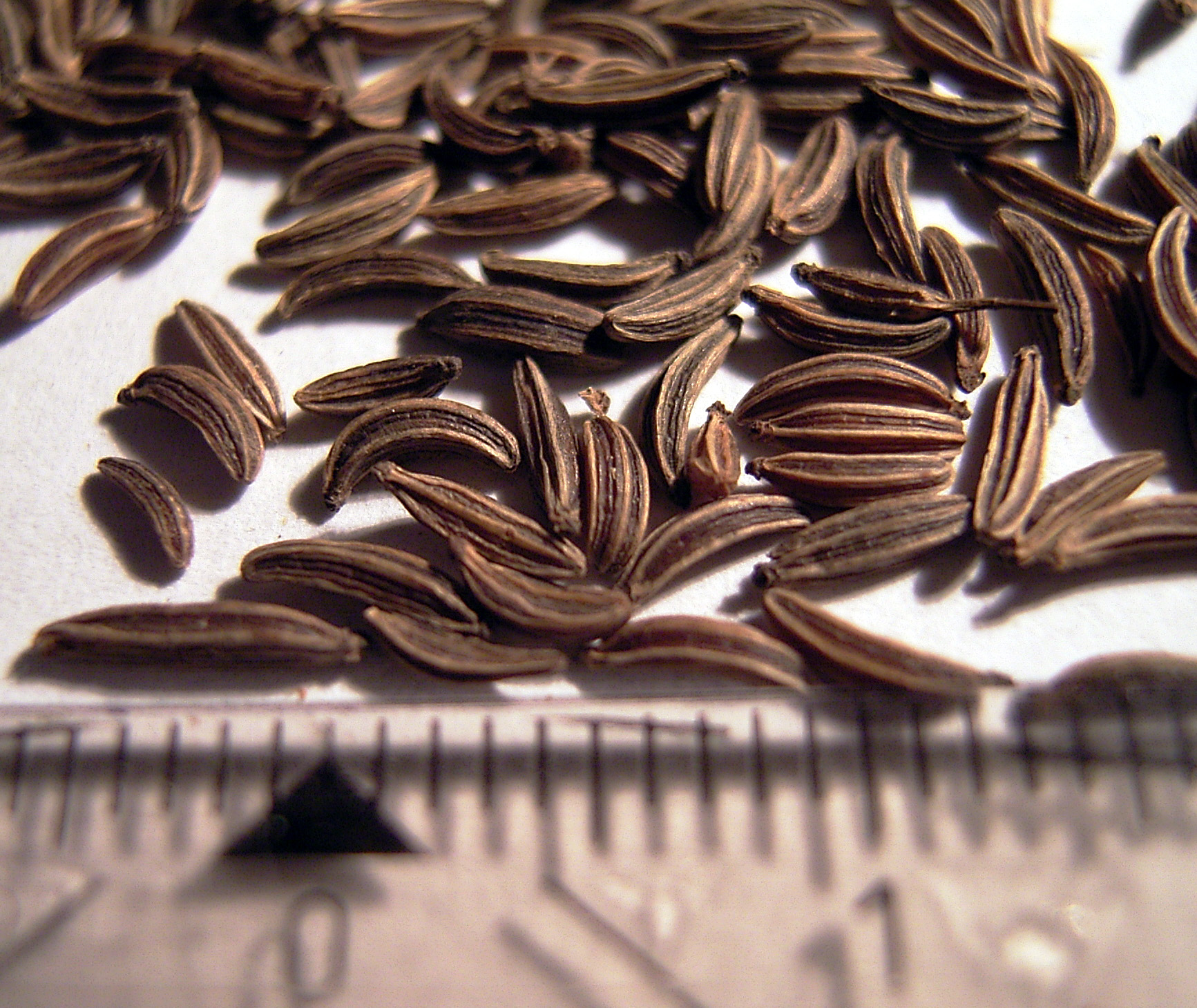
Kümmel

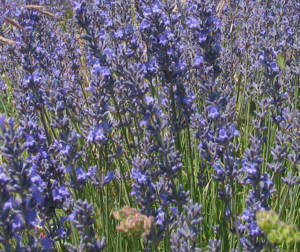
Lavendel

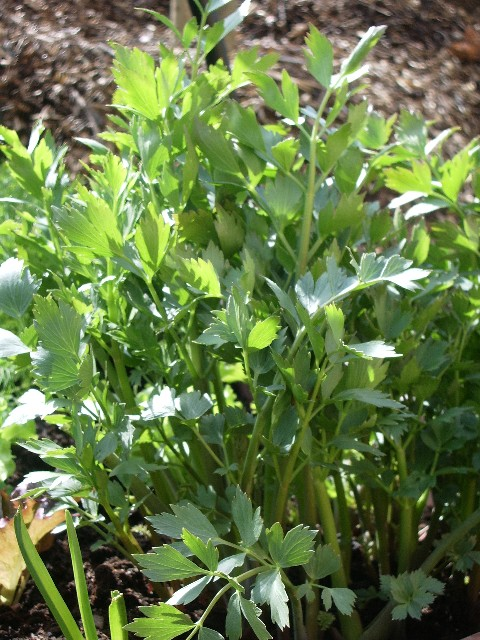
Liebstöckel

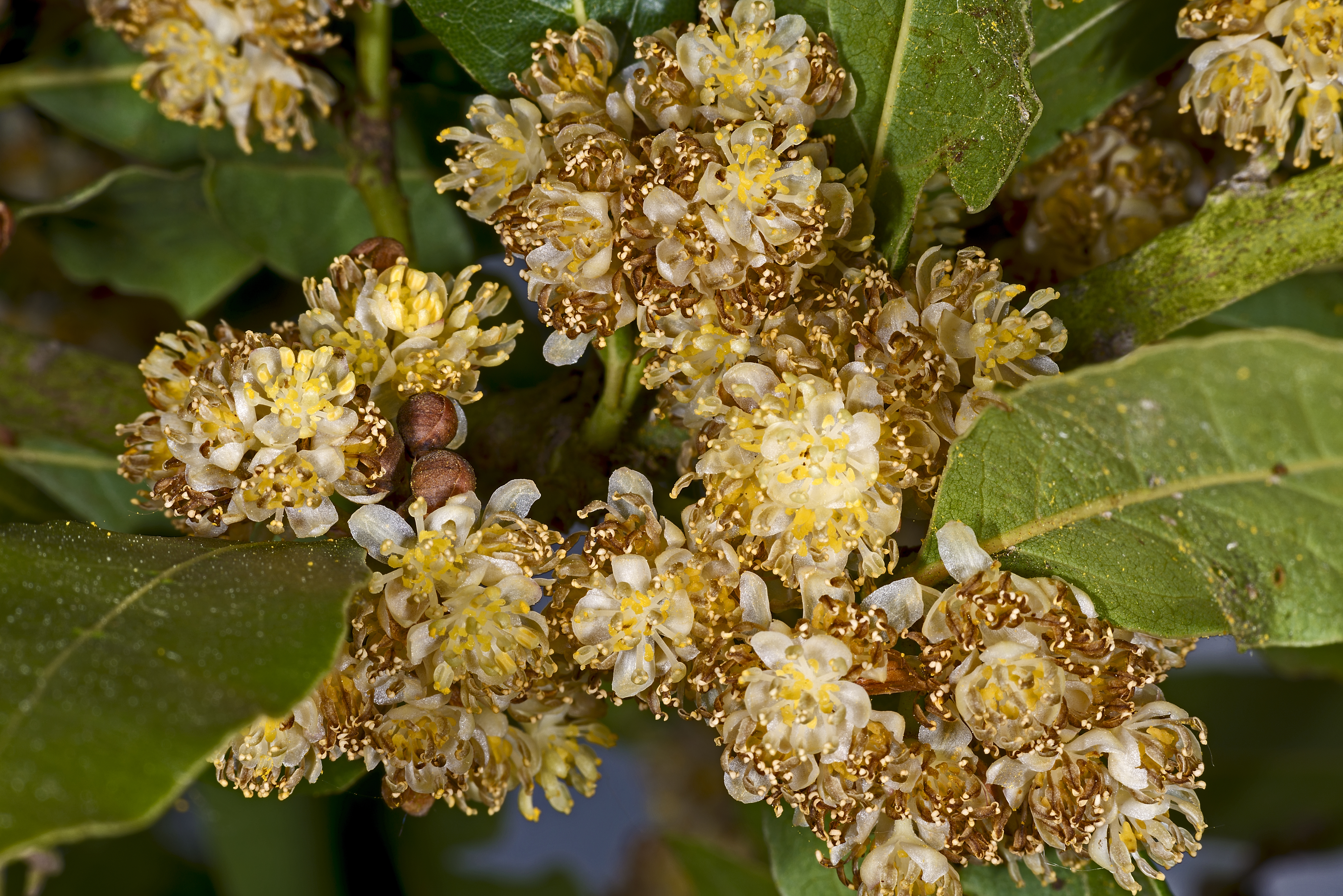
Lorbeer

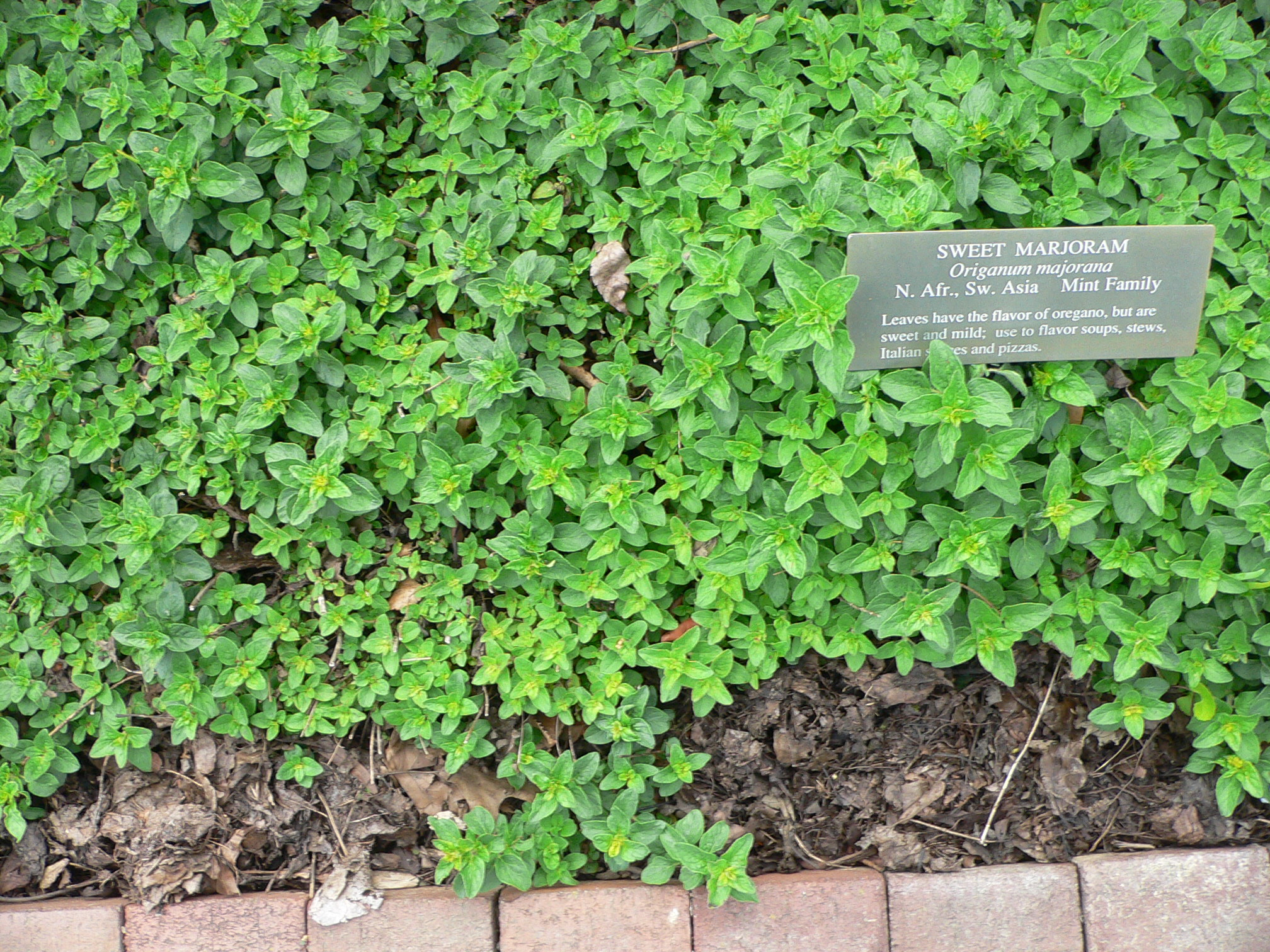
Majoran

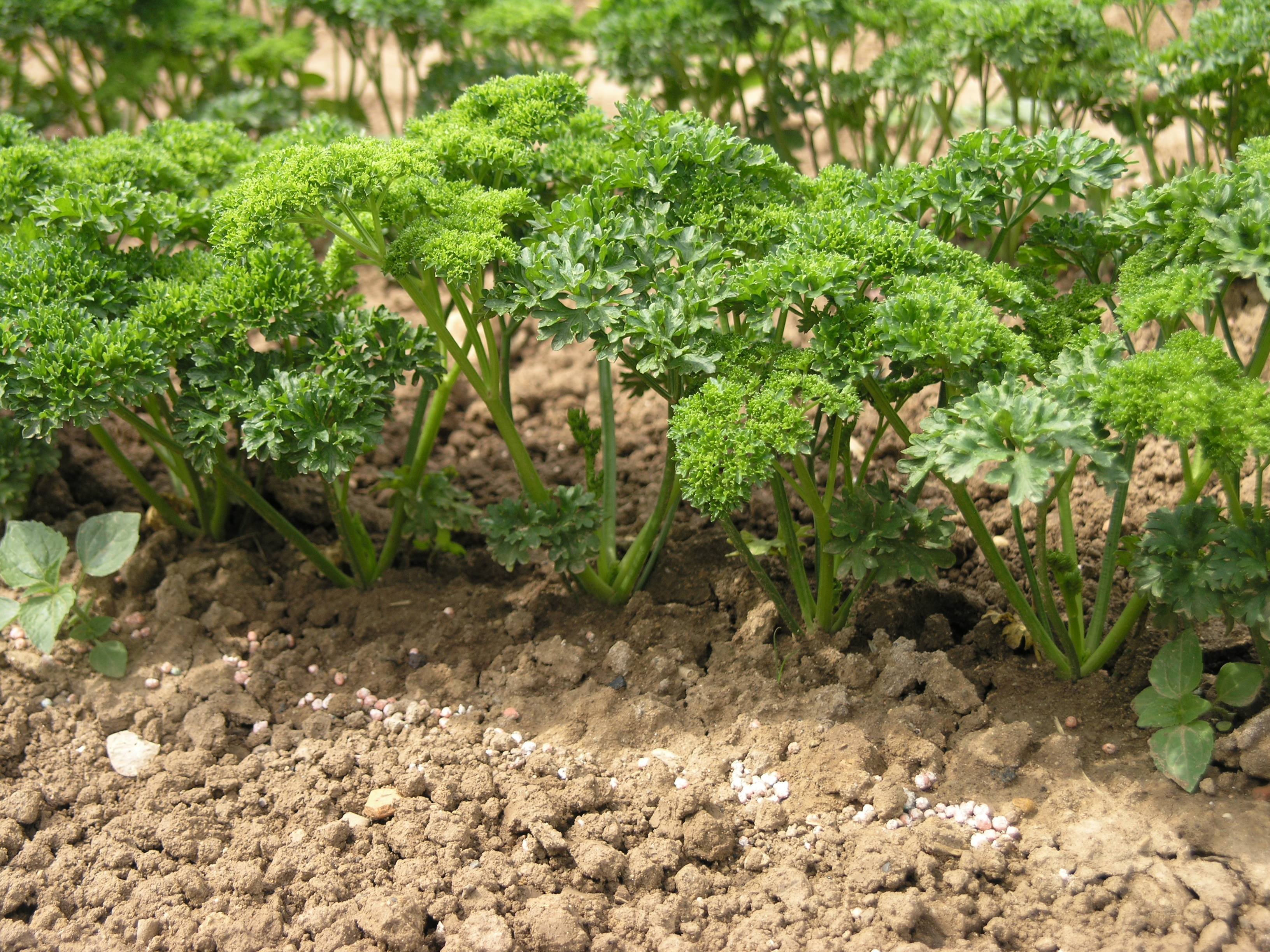
Petersilie

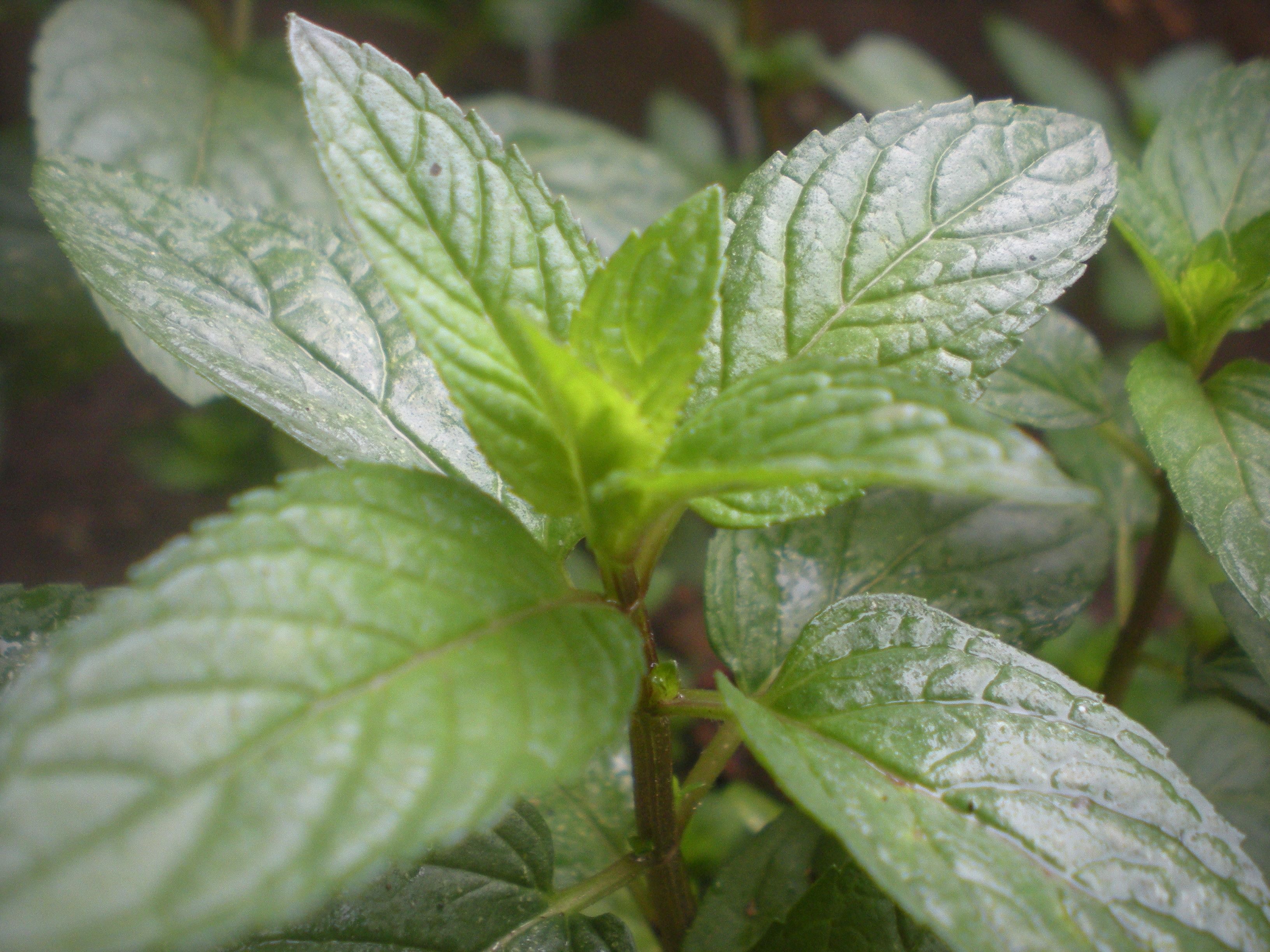
Pfefferminze

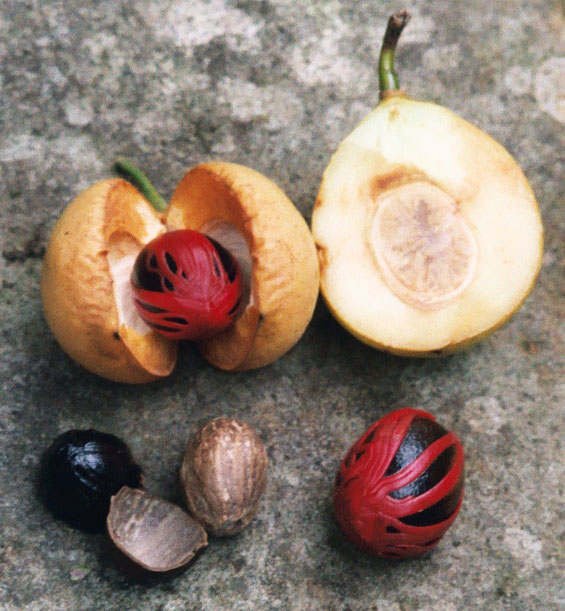
Muskat

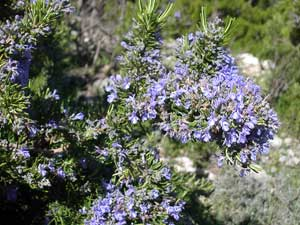
Rosmarin

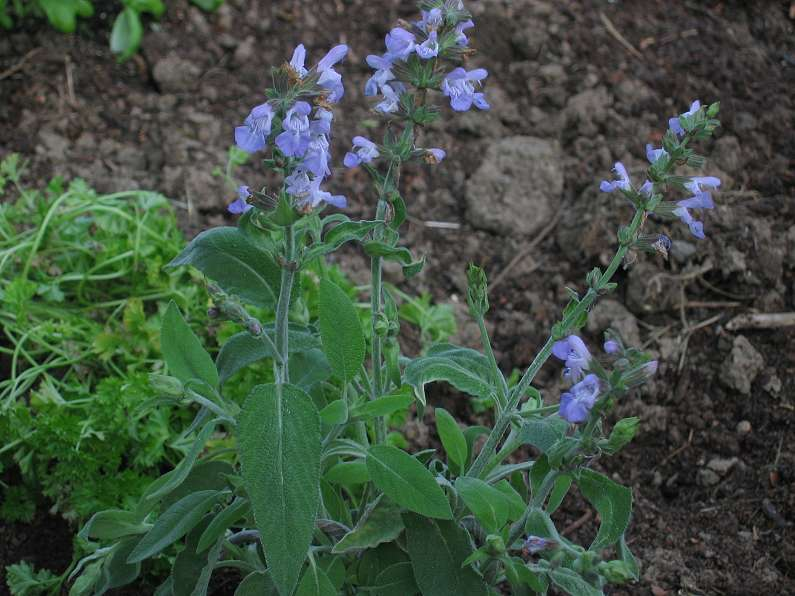
Salbei

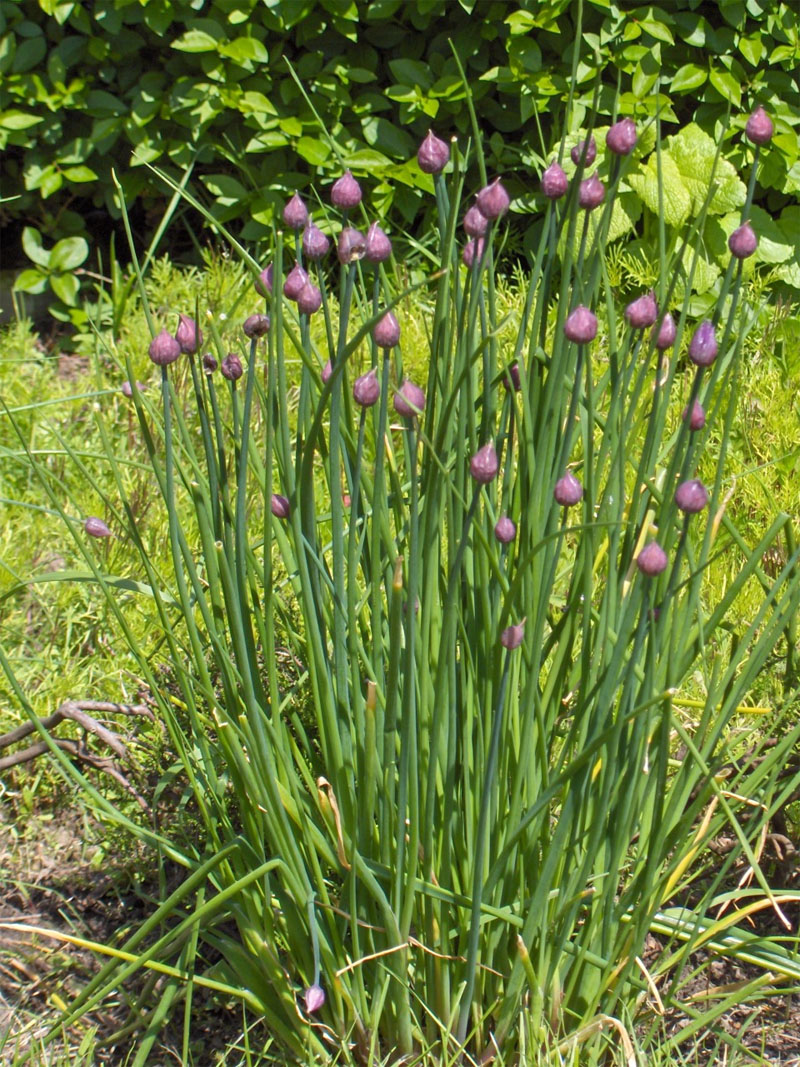
Schnittlauch

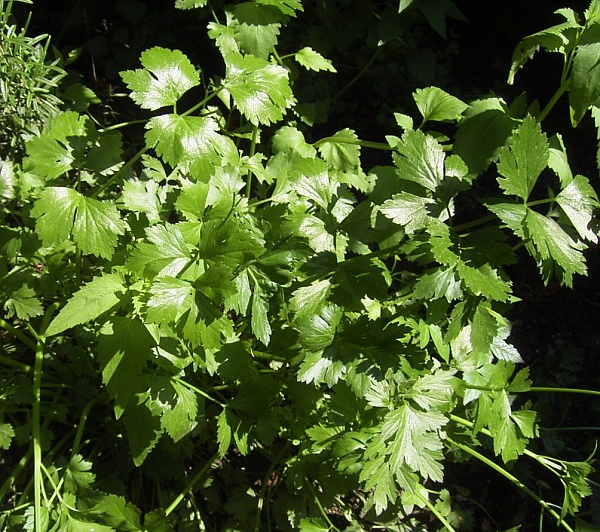
Sellerie

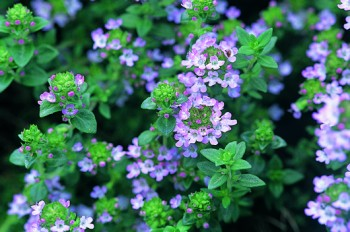
Echter Thymian

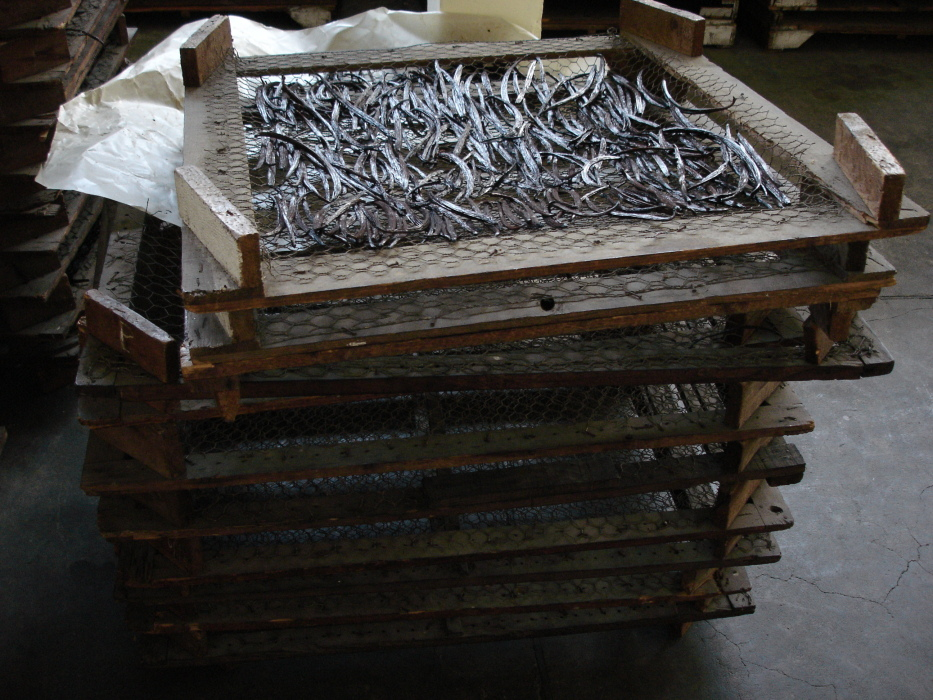
Vanille

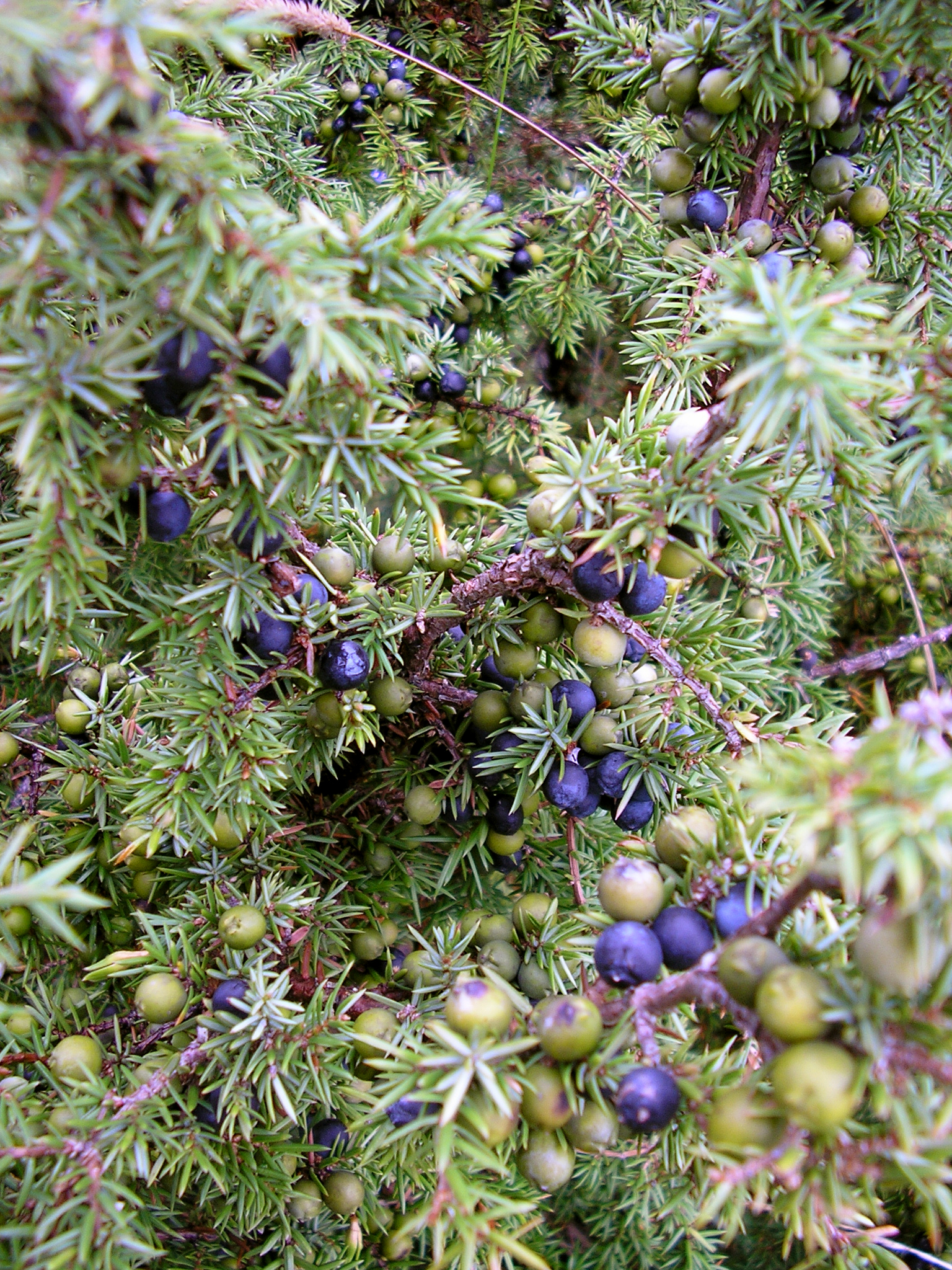
Wacholder

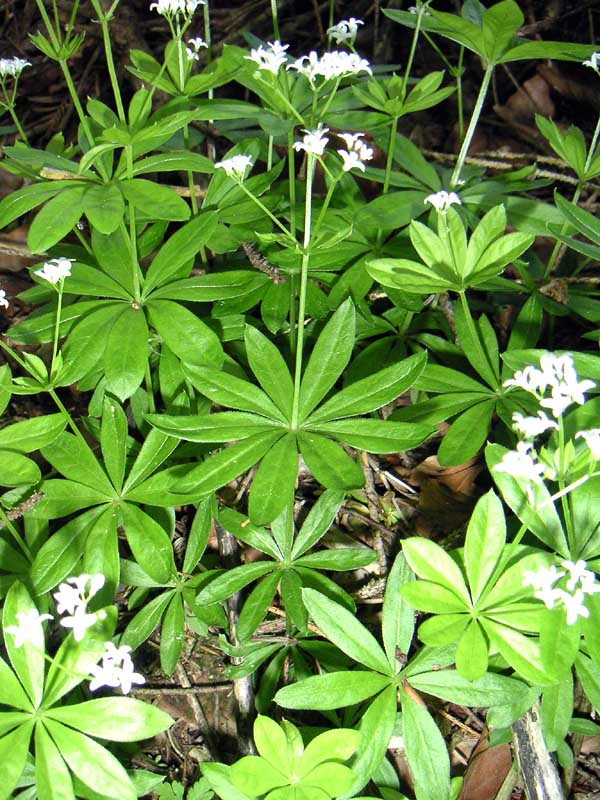
Waldmeister

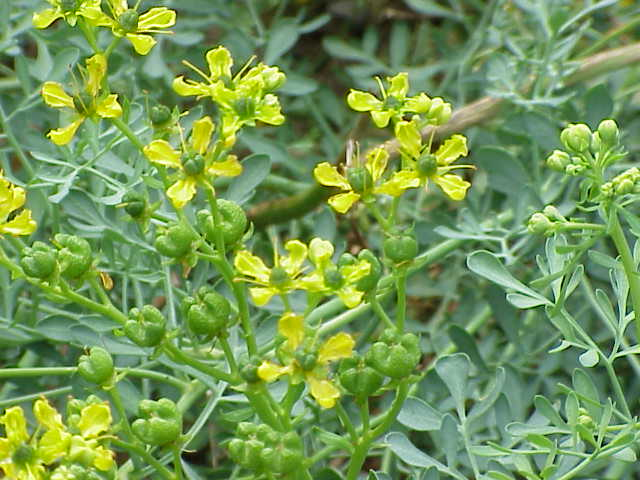
Weinraute

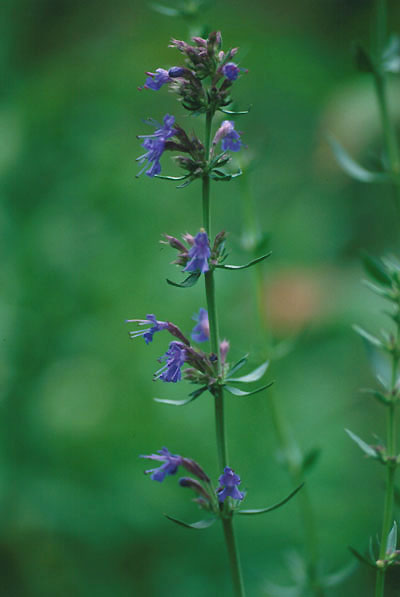
Ysop

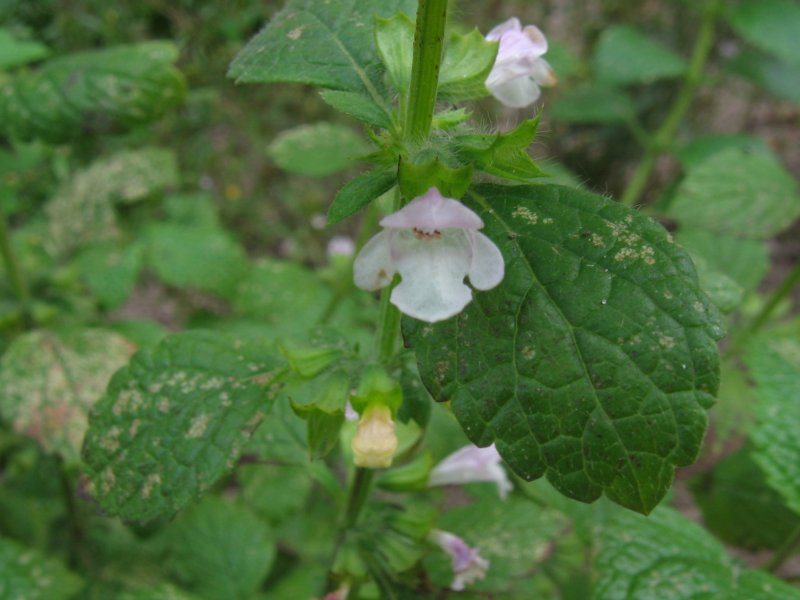
Zitronenmelisse

In der Liste der Küchenkräuter und Gewürzpflanzen werden Kulturpflanzen und Wildarten aufgeführt, von denen Bestandteile wegen ihres Aromas in der Küche und in der Nahrungsmittelindustrie (zum Beispiel für Süßspeisen und Liköre) regional oder weltweit als Gewürze verwendet werden. Diese werden in einer einfachen botanischen Systematik, insbesondere Systematik der Bedecktsamer dargestellt.
Oft kann man aus der Zugehörigkeit zur gleichen Pflanzenfamilie oder -gattung auf ein ähnliches Erscheinungsbild, einen ähnlichen Geschmack oder ähnliche Wirkstoffe schließen. Zu den häufiger vertretenen Pflanzenfamilien unter den Gewürzpflanzen zählen Lippenblütler (unter anderem Basilikum, Thymian, Majoran, Rosmarin, Bohnenkraut, Salbei, Lavendel, Minze, Zitronenmelisse), Doldenblütler (Anis, Kümmel, Koriander, Dill, Petersilie, Liebstöckel, Kerbel und Sellerie und andere) und Lauchgewächse (Knoblauch, Porree, Schnittlauch und Bärlauch).
Einige dieser Pflanzen sind Heilpflanzen, entfalten also auch pharmakologische Wirkungen. Als Aphrodisiakum gelten Muskat und Petersilie.

## Liste

### Koniferen
Die Koniferen oder Nadelhölzer (Coniferales, häufig auch Pinales), auch „Kiefernartige“ genannt, sind die größte heute noch lebende Gruppe der Nacktsamigen Pflanzen.
Kieferngewächse (Pinaceae)
Folgende Arten werden für die Gewinnung von Fichtennadelölen beziehungsweise Thujonen genutzt.
- Schwarz-Fichte (Picea mariana)
- Weiß-Fichte (Picea glauca)
- Kanadische Hemlocktanne (Tsuga canadensis)

Zypressengewächse (Cupressaceae)
- Gemeiner Wacholder (Juniperus communis)

### Einfurchenpollen-Zweikeimblättrige
Die Einfurchenpollen-Zweikeimblättrigen (Magnoliopsida) bildeten in manchen Systematiken ein Taxon von Pflanzen aus der Abteilung der Bedecktsamer (Magnoliophyta). In aktuellen Systematiken bilden sie kein eigenes Taxon mehr, da sie paraphyletisch sind, sondern werden unter dem Begriff basale Ordnungen zusammengefasst.
Annonengewächse (Annonaceae)
- Mohrenpfeffer (Xylopia aethiopica)
- Ylang-Ylang (Cananga odorata)
- Kalabassenmuskat (Monodora myristica)

Sternanisgewächse (Schisandraceae)
- Echter Sternanis (Illicium verum)

Lorbeergewächse (Lauraceae)
- Ceylon-Zimtbaum (Cinnamomum verum)
- Zimtkassie (Cinnamomum cassia)
- Rosenholz (Aniba rosaeodora)
- Nelkenzimt (Dicypellium caryophyllaceum)
- Echter Lorbeer (Laurus nobilis)
- Sassafrasbaum (Sassafras albidum)

Muskatnussgewächse (Myristicaceae)
- Muskatnussbaum (Myristica fragrans)

Pfeffergewächse (Piperacaeae)
- Makulan (Piper auritum)
- Pfeffer (Piper nigrum), darunter auch Kampot-Pfeffer
- Kubeben-Pfeffer (Piper cubeba)
- Langer Pfeffer (Piper longum)

Winteraceae
- Tasmanischer Bergpfeffer (Tasmannia lanceolata)

### Monokotyledonen
Die Monokotyledonen oder Einkeimblättrigen sind eine der großen Gruppen der Bedecktsamer. Im Wesentlichen handelt es sich um krautige Pflanzen, meist mehrjährige Pflanzen, auch baumförmige Lebensformen wie Palmen gehören dazu. Einkeimblättrige Pflanzen kommen in nahezu jedem Lebensraum der Erde vor.
Kalmusgewächse (Acoraceae)
- Kalmus (Acorus calamus)
- Schmalblättriger Kalmus (Acorus gramineus)

Ingwergewächse (Zingiberaceae)
- Grüner Kardamom (Elettaria cardamomum)
- Paradieskörner (Aframomum melegueta)
- Schwarzer Kardamom (Amomum subulatum)
- Thai-Ingwer (Alpinia galanga)
- Mango-Ingwer (Curcuma amada)
- Kurkuma (Curcuma longa)
- Zitwerwurzel (Curcuma zedoaria)
- Gewürzlilie (Kaempferia galanga)
- Ingwer (Zingiber officinale)

Lauchgewächse (Alliaceae)
- Schalotte (Allium ascalonium)
- Winterzwiebel (Allium fistulosum)
- Lauch (Allium porrum)
- Knoblauch (Allium sativum)
- Etagenzwiebel (Allium cepa var. proliferum)
- Schlangen-Lauch (Allium scorodoprasum)
- Schnittlauch (Allium schoenoprasum)
- Knoblauch-Schnittlauch (Allium tuberosum)
- Bärlauch (Allium ursinum)

Stechwindengewächse (Smilacaceae)
- Veracruz-Stechwinde (Smilax aristolochiifolia)
- Honduras-Stechwinde (Smilax regelii)

Orchideen (Orchidaceae)
- Gewürzvanille (Vanilla planifolia)
- Bananenvanille (Vanilla pompona)
- Tahiti-Vanille (Vanilla tahitensis)
- Salep (verschiedene Erdorchideenknollen)

Schwertliliengewächse (Iridaceae)
- Safran (Crocus sativus)

Süßgräser (Poaceae oder Gramineae)
- Zitronengras (Cymbopogon citratus)
- Malabargras (Cymbopogon flexuosus)
- Duftendes Mariengras (Hierochloe odorata)
- Vetiver (Vetiveria zizanioides)

### Dreifurchenpollen-Zweikeimblättrige
Die Dreifurchenpollen-Zweikeimblättrigen oder Rosopsida bilden ein Taxon von Pflanzen aus der Abteilung der Blütenpflanzen. Im vegetativen Bereich sind die Rosopsida kaum von den restlichen Zweikeimblättrigen zu unterscheiden.
Akanthusgewächse (Acanthaceae)
- Pilzkraut (Rungia klossii)

Annattogewächse (Bixaceae)
- Annattostrauch (Bixa orellana)

Baldriangewächse (Valerianaceae)
- Echter Arznei-Baldrian (Valeriana officinalis)

Raublattgewächse (Boraginaceae)
- Borretsch (Borago officinalis)
- Beinwell (Symphytum officinale)

Doldenblütler (Apiaceae/Umbelliferae)
- Dill (Anethum graveolens)
- Arznei-Engelwurz (Angelica archangelica)
- Amerikanische Engelwurz (Angelica atropurpurea)
- Echter Kerbel (Anthriscus cerefolium)
- Echter Sellerie (Apium graveolens var. dulce)
- Schwarzer Kumin (Bunium persicum)
- Echter Kümmel (Carum carvi)
- Echter Koriander (Coriandrum sativum)
- Mitsuba (Cryptotaenia japonica)
- Kreuzkümmel (Cuminum cyminum)
- Langer Koriander, Mexikanischer Koriander, Culantro (Eryngium foetidum)
- Asant (Ferula asafoetida)
- Fenchel (Foeniculum vulgare)
- Berg-Laserkraut, Bergkümmel (Laserpitium siler)
- Liebstöckel (Levisticum officinale)
- Bärwurz (Meum athamanticum)
- Süßdolde (Myrrhis odorata)
- Pastinak (Pastinaca sativa)
- Petersilie (Petroselinum crispum)
- Anis (Pimpinella anisum)
- Große Bibernelle (Pimpinella major)
- Kleine Bibernelle (Pimpinella saxifraga)
- Ajowan (Trachyspermum ammi)

Eisenkrautgewächse (Verbenaceae)
- Zitronenstrauch (Aloysia citrodora)
- Mexikanischer Oregano (Lippia graveolens)

Fuchsschwanzgewächse (Amaranthaceae)
- Mexikanischer Drüsengänsefuß, Epazote (Dysphania ambrosioides)

Gagelstrauchgewächse (Myricaceae)
- Gagelstrauch (Myrica gale)

Hahnenfußgewächse (Ranunculaceae)
- Echter Schwarzkümmel (Nigella sativa)
- Jungfer im Grünen (Nigella damascena)

Hanfgewächse (Cannabaceae)
- Hanf (Cannabis sativa)
- Hopfen (Humulus lupulus)

Heidekrautgewächse (Ericaceae)
- Niedere Scheinbeere (Gaultheria procumbens)

Hülsenfrüchtler (Fabaceae)
- Tonkabohne (Dipteryx odorata)
- Soumbala (Parkia biglobosa)
- Tamarindenbaum (Tamarindus indica)
- Bockshornklee (Trigonella foenum-graecum)
- Schabzigerklee (Trigonella caerulea)

Kaperngewächse (Capparaceae)
- Echter Kapernstrauch (Capparis spinosa)

Kapuzinerkressengewächse (Tropaeolaceae)
- Kapuzinerkresse (Tropaeolum majus)

Knöterichgewächse (Polygonaceae)
- Wasserpfeffer (Persicaria hydropiper)
- Wiesen-Sauerampfer (Rumex acetosa)
- Schildblättriger Ampfer (Rumex scutatus)

Korbblütler (Asteraceae)
- Gemeine Schafgarbe (Achillea millefolium)
- Muskatgarbe (Achillea decolorans)
- Mehrjähriger Bertram (Anacyclus pyrethrum)
- Römische Kamille (Anthemis nobilis)
- Wermutkraut (Artemisia absinthium)
- Beifuß (Artemisia vulgaris)
- Fahlblättriger Beifuß (Artemisia pallens)
- Estragon (Artemisia dracunculus)
- Eberraute (Artemisia abrotanum)
- Ringelblume (Calendula officinalis)
- Frauenminze (Chrysanthemum balsamita)
- Rainfarn (Chrysanthemum vulgare)
- Kanadisches Berufkraut (Erigeron canadensis)
- Currykraut, Italienische Strohblume (Helichrysum italicum)
- Alant (Iluna helenium)
- Kamille (Matricaria chamomilla)
- Bolivianischer Koriander, Peruanischer Koriander (Porophyllum ruderale)
- Goldrute (Solidago odora)
- Huacatay (Tagetes minuta)
- Gewöhnlicher Löwenzahn (Taraxacum officinale)
- Yacón (Smallanthus sonchifolia)

Kreuzblütengewächse (Brassicaceae, ehemals Cruciferae)
- Knoblauchsrauke (Alliaria petiolata)
- Meerrettich (Armoracia lapathifolia)
- Schwarzer Senf (Brassica nigra)
- Echtes Löffelkraut (Cochlearia officinalis)
- Rucola, Rauke (Eruca sativa)
- Wasabi (Eutrema japonica)
- Pfefferkraut (Lepidium latifolium)
- Gartenkresse (Lepidium sativum)
- Brunnenkresse (Nasturtium officinale)
- Weißer Senf (Sinapis alba)

Lippenblütler (Lamiaceae, Labiatae)
- Alpen-Steinquendel, Stein-Bergminze (Acinos alpinus)
- Duftnessel (Agastache foeniculum)
- Koreaminze, Ostasiatischer Riesenysop (Agastache rugosa)
- Mexikanischer Anisysop (Agastache mexicana)
- Nindi (Aeolanthus heliotropoides und Aneoanthus pubescens)
- Echte Betonie (Betonica officinalis)
- Steinminze (Cunila origanoides)
- Ysop, Echter Ysop (Hyssopus officinalis)
- Gundelrebe, Gundermann (Glechoma hederacea)
- Moskitopflanze, Amerikanische Pennyroyal (Hedeoma pulegioides)
- Sangura (Hyptis suaveolens)
- Echter Lavendel (Lavandula angustifolia)
- Speik-Lavendel (Lavandula latifolia)
- Schopflavendel (Lavandula stoechas)
- Andorn (Marrubium vulgare)
- Ackerminze, Kornminze (Mentha arvensis)
- Bachminze (Mentha aquatica)
- Bergamotminze (Mentha citrata)
- Edelminze (Mentha ×gentilis)
- Roßminze, Langblättrige Minze, Weiße Minze (Mentha longifolia)
- Yerba buena (Mentha nemorosa und Mentha sativa)
- Pfefferminze (Mentha ×piperita)
- Poleiminze (Mentha pulegium)
- Ananasminze (Mentha rotundifolia var. variegata)
- Grüne Minze (Mentha spicata)
- Krause Minze (Mentha spicata var. crispa)
- Rundblättrige Minze (Mentha suaveolens)
- Englische Rossminze (Mentha ×villosa-nervata)
- Melisse, Zitronenmelisse (Melissa officinalis)
- Goldmelisse (Monarda didyma)
- Wilde Goldmelisse (Monarda fistulosa)
- Zitronen-Goldmelisse (Monarda citriodora)
- Katzenminze (Nepeta cataria)
- Basilikum (Ocimum basilicum)
- Horapa (Ocimum basilicum var. thyrsiflora)
- Zitronenbasilikum (Ocimum africanum)
- Indisches Basilikum (Ocimum tenuiflorum)
- Fieberpflanze (Ocimum viride)
- Kretischer Diptam (Origanum dictamnus)
- Oregano, Wilder Majoran (Origanum vulgare)
- Griechischer Oregano (Origanum vulgare subsp. hirtum)
- Majoran, Einjähriger Majoran (Origanum majorana)
- Syrischer Ysop (Origanum syriacum)
- Perilla (Perilla frutescens)
- Kammminze[2] (Elsholtzia ciliata)
- Spanischer Thymian, Jamaika-Thymian (Plectranthus amboinicus)
- Rosmarin (Rosmarinus officinalis)
- Einfaches Bohnenkraut, Gartenbohnenkraut (Satureja hortensis)
- Bergbohnenkraut, Winterbohnenkraut (Satureja montana)
- Honigmelonen-Salbei, Ananas-Salbei (Salvia elegans)
- Echter Salbei (Salvia officinalis)
- Wiesensalbei (Salvia pratensis)
- Muskatellersalbei (Salvia sclarea)
- Knollen-Ziest, Stachy (Stachys affinis)
- Salbei-Gamander (Teucrium scorodonia)
- Edelgamander (Teucrium chamaedrys)
- Echter Thymian, Gartenthymian (Thymus vulgaris)
- Sand-Thymian (Thymus serpyllum)
- Waldthymian (Thymus mastichina)
- Kopfiger Thymian (Thymbra capitata)

Myrtengewächse (Myrtaceae)
- Gewürznelke, Gewürznelkenbaum (Syzygium aromaticum)
- Myrte (Myrtus communis)
- Eukalyptus (Eucalyptus)
- Piment (Pimenta dioica)
- Indonesisches Lorbeerblatt (Syzygium polyanthum)

Nachtschattengewächse (Solanaceae)
Zu dieser Familie zählen unter anderem auch Aubergine (Solanum melongena), Tomate (Solanum lycopersicum). Experten unterscheiden über 2000 Paprika-, Peperoni- und Chilisorten aus der Gattung Capsicum. Die Schärfe entsteht durch den Gehalt von Capsaicin.
- Spanischer Pfeffer (Capsicum annuum)
- Cayenne (Capsicum annuum var. acuminatum)
- Capsicum frutescens
- Capsicum chinense
- Capsicum baccatum
- Capsicum pubescens

Nelkengewächse (Caryophyllaceae)
- Gartennelke (Dianthus caryophyllus)

Portulakgewächse (Portulacaceae)
- Portulak (Portulaca sativa)

Rautengewächse (Rutaceae)
- Currybaum (Bergera koenigii)
- Boronie (Boronia megastigma)
- Loomi (Limette, Citrus aurantifolia)
- Kaffernlimette (Citrus hystrix)
- Weißer Diptam (Dictamnus albus)
- Weinraute (Ruta graveolens)
- Indonesischer Zitronenpfeffer (Zanthoxylum acanthopodium)
- Szechuanpfeffer (Zanthoxylum piperitum)

Rötegewächse (Rubiaceae)
- Echtes Labkraut (Galium verum)
- Waldmeister (Galium odoratum)

Rosengewächse (Rosaceae)
- Bibernell-Rose (Rosa spinossima)
- Damaszener-Rose (Rosa damascena)
- Essig-Rose (Rosa gallica)
- Hundsrose (Rosa canina)
- Kartoffelrose, Runzelrose (Rosa rugosa)
- Japanische Rose (Rosa multiflora)
- Moschus-Rose (Rosa moschata)
- Wein-Rose (Rosa eglanteria)
- Zentifolie (Rosa centifolia)
- Großer Wiesenknopf (Sanguisorba officinalis)
- Pimpernelle oder Kleiner Wiesenknopf (Sanguisorba minor)
- Knolliges Mädesüß (Filipendula vulgaris)
- Echtes Mädesüß (Filipendula ulmaria)

Sauerkleegewächse (Oxalidaceae)
- Waldsauerklee (Oxalis acetosella)
- Westindischer Sauerklee (Oxalis violacea)

Sesamgewächse (Pedaliaceae)
- Sesam (Sesamum indicum)

Storchschnabelgewächse (Geraniaceae)
- Rosengeranie (Pelargonium graveolens)

Sumachgewächse (Anacardiaceae)
- Gewürzsumach (Rhus coriaria)
- Peruanischer Pfefferbaum, Rosa Pfeffer (Schinus molle)
- Brasilianischer Pfefferbaum, Rosa Pfeffer (Schinus terebinthifolius)

Veilchengewächse (Violaceae)
- Märzveilchen (Viola odorata)

Wegerichgewächse (Plantaginaceae)
- Aromatischer Sumpffreund, Reisfeldkraut, Rau ôm, Ngò ôm (Limnophila aromatica)